# (10373) MacRobert
(10373) MacRobert est un astéroïde de la ceinture principale.

## Description
(10373) MacRobert est un astéroïde de la ceinture principale. Il fut découvert le 14 mars 1996 à Sudbury par Dennis di Cicco. Il présente une orbite caractérisée par un demi-grand axe de 2,17 UA, une excentricité de 0,12 et une inclinaison de 4,7° par rapport à l'écliptique.

## Compléments